# Euchromius labellum
Euchromius labellum is een vlinder uit de familie grasmotten (Crambidae). De wetenschappelijke naam van deze soort is voor het eerst geldig gepubliceerd in 1988 door Schouten. De soort onderscheidt zich van Euchromius nigrobasalis door het ontbreken van een zwart deel op de voorzijde van de voorste vleugel.
In de maanden februari en maart zijn er tot op een hoogte van 1000 m exemplaren aangetroffen.
De soort komt voor in tropisch Afrika, m.n. in Kenia.